# Armadillidium ephesiacum
Armadillidium ephesiacum är en kräftdjursart som beskrevs av Hans Strouhal 1927. Armadillidium ephesiacum ingår i släktet Armadillidium och familjen klotgråsuggor. Inga underarter finns listade i Catalogue of Life.